# Подосинки (Смоленская область)
Подосинки — посёлок в Демидовском районе Смоленской области России. Входит в состав Борковского сельского поселения. Население — 199 жителей (2007 год). 
Расположена в северо-западной части области в 49 км к северо-востоку от Демидова, в 39 км северо-восточнее автодороги Р133 Смоленск — Невель, на берегу реки Ельша. В 99 км южнее посёлка расположена железнодорожная станция Смоленск на линии Москва — Минск. 

## История
В годы Великой Отечественной войны посёлок был оккупирован гитлеровскими войсками в июле 1941 года, освобождён в сентябре 1943 года..